# Aerial Achievement Medal
L'Aerial Achievement Medal est une décoration militaire des États-Unis d’Amérique.

## Généralités
La Aerial Achievement Medal fut instituée en 1988 pour récompenser les personnels navigants de l’U.S. Air Force qui n’avaient cependant pas accompli une action justifiant l’attribution de l’Air Medal.
Cette décoration est décernée au nom du secrétaire à la Force aérienne (Secretary of the Air Force) à tout membre des forces armées américaines qui, alors qu’il servait en coopération avec l’Air Force, s'est distingué par un succès clair et méritoire au cours d’un vol. La mission doit avoir été accomplie avec honneur et en donnant plus que ce que l’armée attend d’aviateurs professionnels.
La proposition d'un personnel à l’Aerial Achievement Medal peut être effectuée par des commandants locaux, bien que la mission pour laquelle la décoration est décernée doit être approuvée par un Major Air Force Command.
La condition minimum à remplir pour prétendre à l’Aerial Achievement Medal est d’avoir effectué 20 vols d’au moins deux heures avec un vol par théâtre d’opération. Pour le premier échelon de cette décoration, 14 vols peuvent suffire. En revanche, pour l’attribution de la première feuille de chêne, ces agrafes marquant les échelons sur un certain nombre de décorations militaires américaines, le seuil est de 26 vols.

## Note
Le ruban de l’Aerial Achievement Medal a une ressemblance flagrante avec l’Air Crew Europe Star, décoration qui récompensait les personnels du Commonwealth entre 1939 et 1945 pour leurs actions pendant la bataille d’Angleterre.

## Sources
- (en) Cet article est partiellement ou en totalité issu de l’article de Wikipédia en anglais intitulé « Aerial Achievement Medal » (voir la liste des auteurs).